# (725) Amanda
(725) Amanda ist ein Asteroid des Hauptgürtels, der am 21. Oktober 1911 vom österreichischen Astronomen Johann Palisa in Wien entdeckt wurde. 
Der Asteroid ist nach der Ehefrau des deutschen Astronomen Richard Reinhard Emil Schorr benannt.